# 爱荷华州立大学
愛荷華州立科技大学，通称愛荷華州立大學，是一所位于美国愛荷華州艾姆斯以土地撥贈法案而创建的公立大学，优势学科包括農業、工程、营销和家政。
愛荷華州立大學在1879年建立了全美第一個州立獸醫學院，在1933年建立了統計實驗室，並且是世界上第一台电子计算机阿塔纳索夫-贝瑞计算机的诞生地。在卡内基教学促进基金会（Carnegie Foundation for the Advancement of Teaching）的報告中, 愛荷華州立大學為高研究活躍度(RU/VH)的研究型大學。

## 歷史
在土地撥贈法案实施的1862年以前，1856年艾奥瓦州议会上就通過了由州立法机关成立一座农学院和模范农庄的决定。1858年3月22日學院正式成立，而这座学院就被命名为愛荷華农学院及其模范农庄（Iowa Agricultural College and Model Farm）。在接受來自於約翰遜縣、科蘇特縣、馬歇爾縣、波爾克縣和斯托里縣的申请中，1859年的六月二十一日董事會選擇将學院建立在斯托里縣。
1862年，愛荷華州議會接受土地撥贈法案的規定，於1864年授予愛荷華農業學院作為土地撥贈機構。愛荷華農業學院在1879年建立了全美第一個州立獸醫學院，在1887年哈奇法案通過後，建立了農業和家政實驗站。1898年，更名為愛荷華州農械藝術學院（Iowa State College of Agricultural and Mechanic Arts）。1922年第一次舉行VEISHEA。
1959年7月4日，學院更名為愛荷華州立科技大學（Iowa State University of Science and Technology），通称爱荷华州立大学。

## 标志性建筑

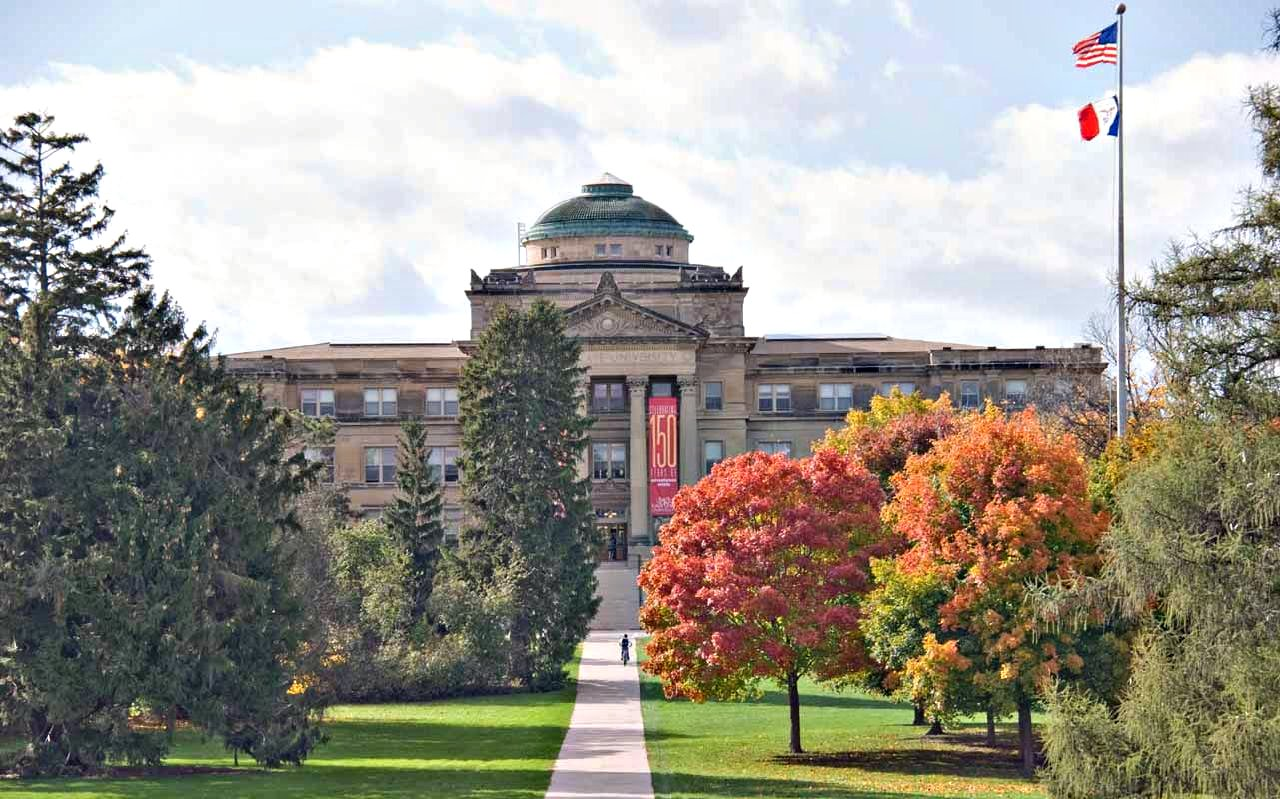
Beardshear Hall

愛荷華州立大學的校園，包含超過160幢樓宇。有許多建築已列入國家史蹟名錄，校園中央包括490畝（2.0平方公里）的樹木，植物，和建築物設計經典，主要特徵是20英畝（81,000平方米）的中央草坪，在1999年被美国景观设计师协会列為三個“獎章地點”的中央校園之一，另外兩個是耶魯大學和維吉尼亞大學。在托馬斯蓋恩斯(Thomas Gaines)的The Campus As a Work of Art書中，稱愛荷華州立大學校園，是全美二十五個最美麗的校園之一。
愛荷華州立大學于2008年迎来其150周年的纪念，现在的校园中拥有许多标志性建筑。
學校所在的艾姆斯市，在2010年被有线电视新闻网選為100個最適合居住的地方中的第9名。2012年被商業內幕選為美國10個最佳大學城當中的第2名。

## 学术
愛荷華州立大学以其在科学，工程和农学方面的专业见长，是世界上第一台电子计算机阿塔纳索夫-贝瑞计算机的诞生地，農業合作推廣服務的誕生地，而且有一部分的曼哈頓計劃在艾姆斯實驗室進行。2012年《美國新聞與世界報道》排名中，該校排名前50的机构有：全美43的工学院，其中生物和農業工程排名全美第5, 航太20, 材料24, 工業工程27, 化工32, 土木33, 電子電信38, 機械38, 環境41, 計算機43. 其他學院如：化學排名全美第38，統計全美第20，物理第48，獸醫學第17。愛荷華州立大學的八個學院(含研究生學院)提供了96個學士學位，115個碩士學位，和83個博士學位的學程，另有獸醫學位學程。
愛荷華州立大學由以下的學院组成:
- 農業與生命科学
- 商学院
- 设计
- 工程学
- 人文科学
- 博雅教育與科学
- 兽医学
- 研究生院

除此之外，该校的研究生院有着基於此七学院的各领域的研究。

## 体育运动

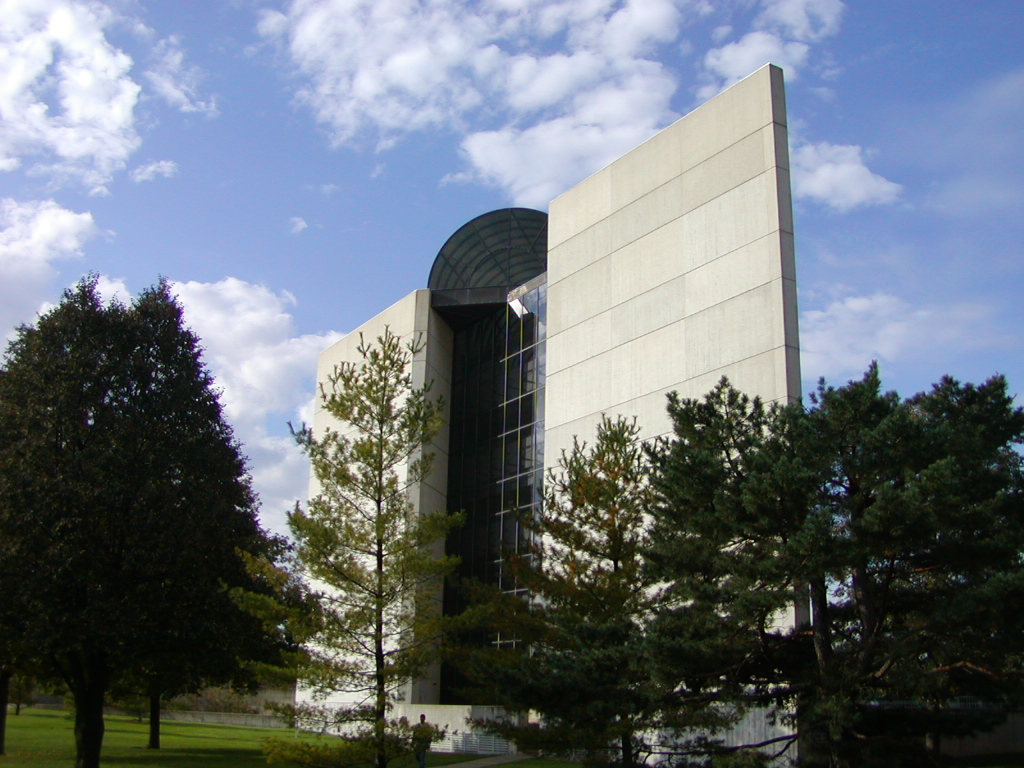
設計學院

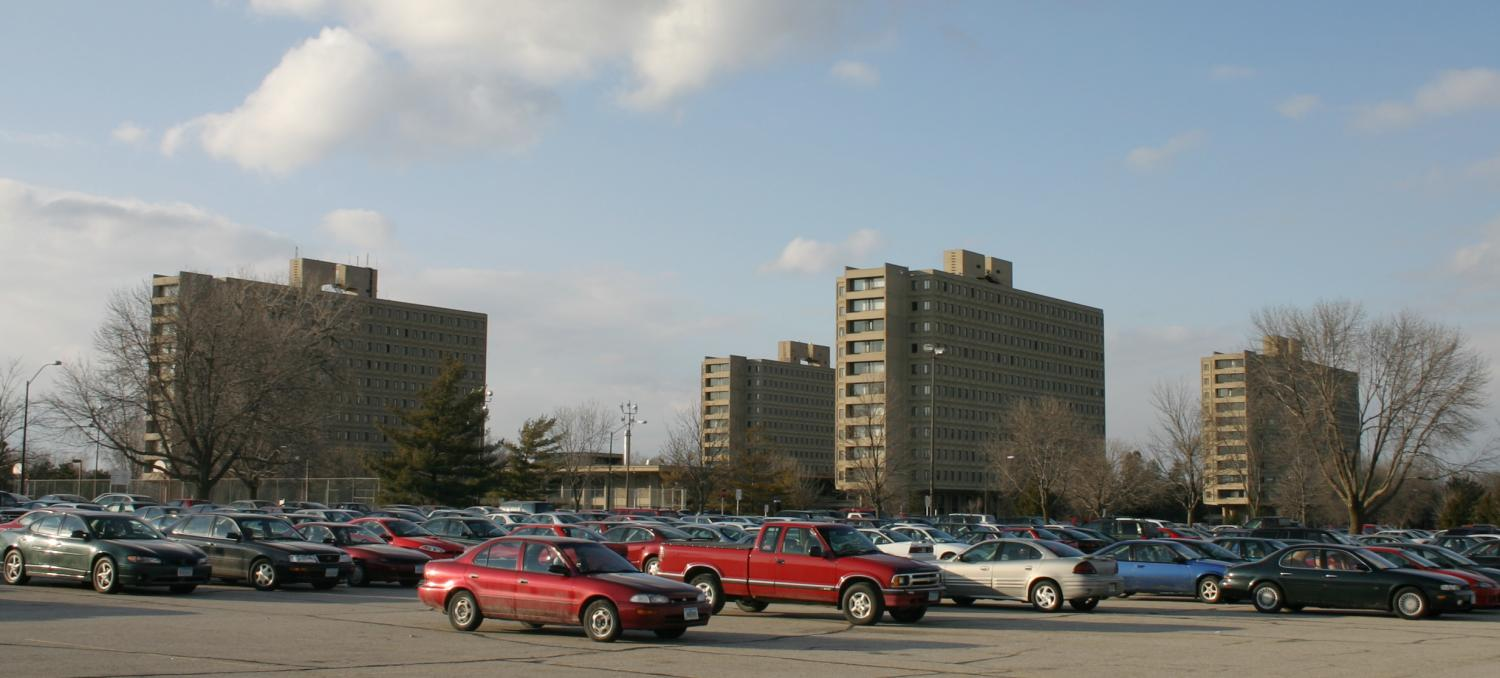
Wallace宿舍

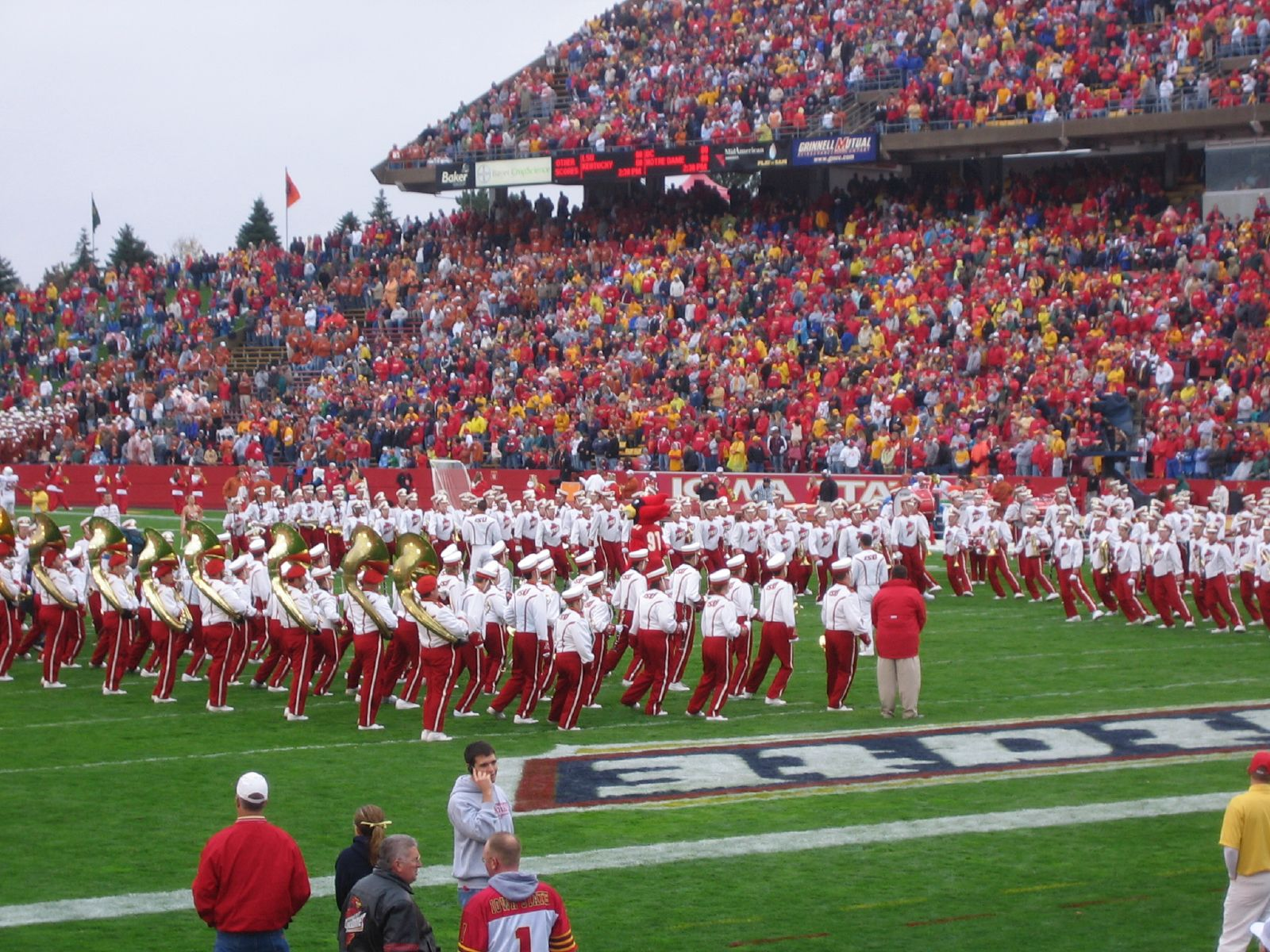
爱荷华州立大学樂隊

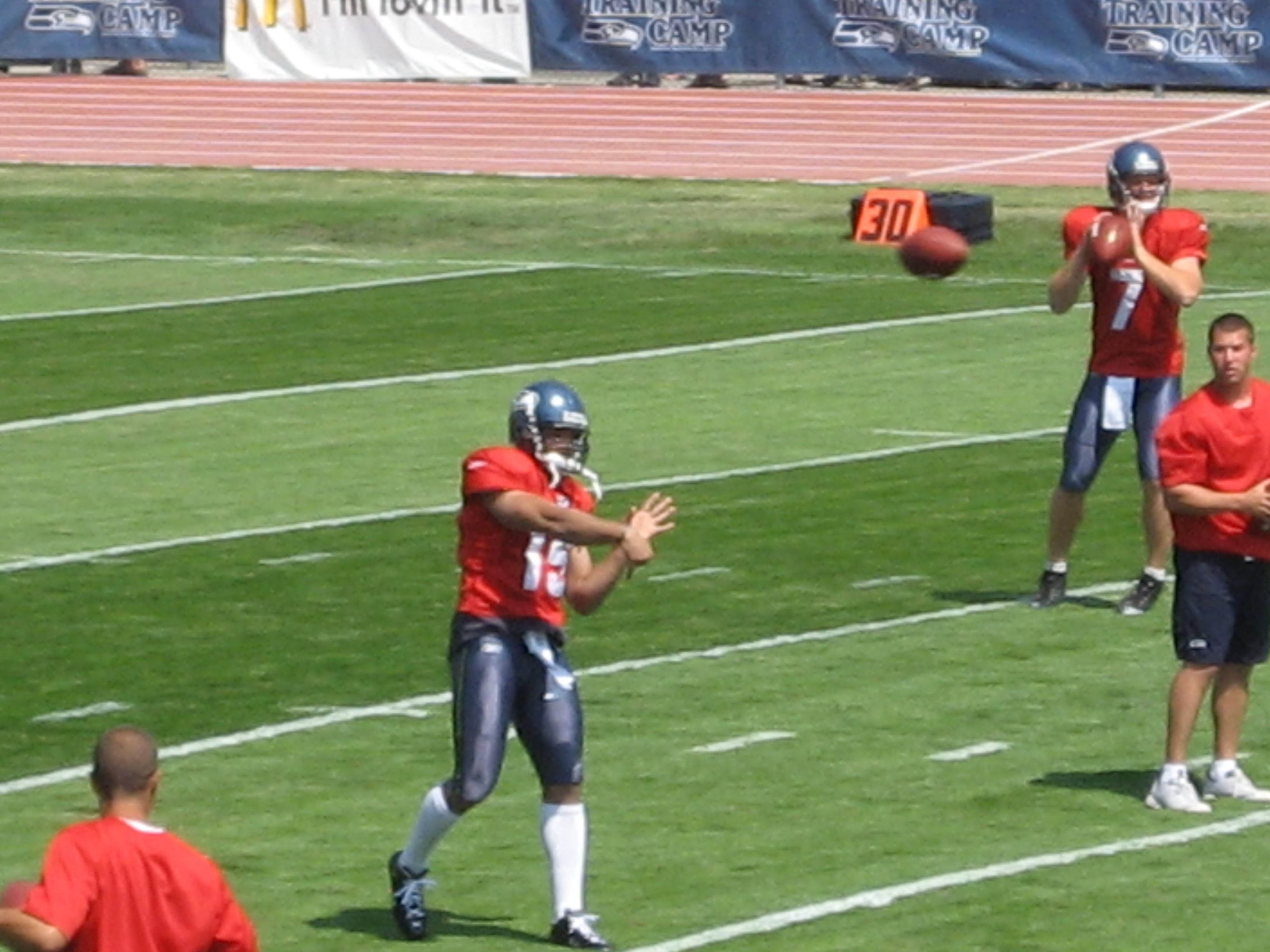
愛荷華州旋风队後衛

愛荷華州立大學的校队别名旋風（Cyclones），其渊源可追溯到1895年。那年的龙卷风袭击频繁，而也正是在那年，愛荷華州立大学的队前往芝加哥和西北大学进行比赛，以客场36-0的比分横扫西北大学。芝加哥论坛报称之为“愛荷華的旋风蹂躏了埃文斯顿”。於是其校队由此得名。
大学的主色调为红色与金色。吉祥物于1954被确立为一只名为 Cy（读音为“赛”）的红头鸟。愛荷華州立旋风队属於国家大学体育协会（NCAA）中的I-A赛区，是12大联盟学校。

## VEISHEA 狂歡
愛荷華州立大學也由於VEISHEA而著名，這是一個每年春天在校園內舉辦的娛樂和教育相結合的慶典。其名源自1922年慶典創辦之初的七個學院：獸醫（Veterinary Medicine），工程（Engineering），工業工程學（Industrial Science），家庭經濟（Home Economics），和農學（Agriculture）的首字母組合。其主辦者宣稱這項活動是世界上最大的由學生組織的文化慶典之一。
最近的幾年裡這項活動也被麻煩所困擾。在1988和1992年間失去約束的學生在韋爾奇大道（Welch Ave.）造成了騷亂（暴亂），使校方不得不取消了慶典舉行前禮拜四下午和禮拜五這段時間的傳統假期。然而麻煩依然不斷。在1997年，一位校外的未成年人被另一位校外人士刺死在一個大學聯誼舞會外。以此為鑒，從此在VEISHEA期間禁止飲酒。
在2004年，更是由於警察介入一個校外舞會而引起暴亂。由於這次的暴亂，當地政府宣佈將取消2005年的VEISHEA慶典，並加入一隻臨時警力監督以後進行的VEISHEA慶典。校傑佛利於2005年三月宣佈，狂歡慶典於2006年重新舉行，並將節目的重心由韋爾奇大道轉為校中心。2005年四月，在本該是VEISHEA慶典的週末，一些學生組織領導起700多名學生進行了遊樂場活動，並在社區的周圍建立起了三個公共遊樂場。“這是你的四月”則是另一個由學生會和眾多學生組織贊助的讓學生們感受校園氛圍的活動。
在2014年，一場暴亂導致VEISHEA暫停，同年八月校長宣布VEISHEA該名稱已被永久停用與退休。